# Titus Herminius Aquilinus
Pour les articles homonymes, voir Herminius.
Titus Herminius Aquilinus est un des premiers consuls de la République romaine,.
Comme la plus grande partie des hommes et des institutions de cette époque romaine, la réalité de son existence historique et de ses actions nous échappe, nos sources lacunaires présentant par ailleurs des récits et des traditions considérablement récrits et déformés.

## Biographie selon la tradition

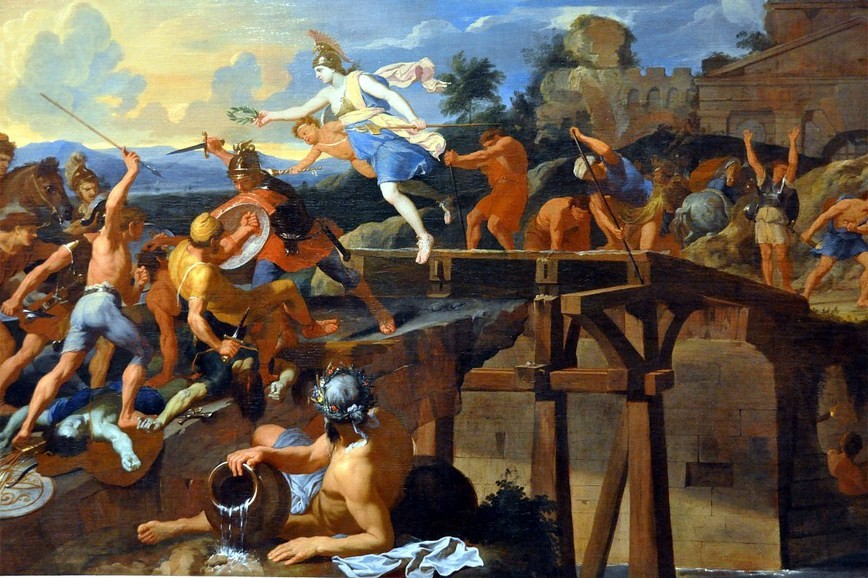
Horatius Coclès défendant le pont du Sublicius pendant que les Romains s'efforcent de le détruire.

En 508 av. J.-C., alors que Porsenna tente de prendre d'assaut Rome pour rétablir Tarquin le Superbe, il commande avec Spurius Larcius Flavius l'aile droite de l'armée romaine, face aux Tarquins. Ils mettent en fuite l'aile opposée alors que le reste de l'armée romaine se débande après que les deux consuls ont été blessés. Il est avec Horatius Coclès et Spurius Larcius Flavius l'un des derniers à résister aux Étrusques. Les Romains s'affairent alors à détruire le pont Sublicius, seul passage pour les assaillants pour prendre la ville, et les deux futurs consuls se retirent, en laissant seul Horatius Coclès, qui réussit ensuite à rejoindre la Ville à la nage devenant un héros,.
Il est, une nouvelle fois avec Spurius Larcius Flavius, envoyé comme ambassadeur chercher des vivres alors que Rome est assiégée par Porsenna, et ils réussissent à tromper la vigilance des ennemis et à apporter du grain à Rome, donnant un nouveau sursis aux habitants.
Le consul Publius Valerius Publicola prépare une embuscade pour mettre fin au pillage, en 507 av. J.-C. Il ordonne au peuple de Rome de pousser leurs troupeaux hors de la ville, attirant ainsi l'ennemi, et il vainc une partie des troupes adverses, avec l'aide de son ancien collègue Titus Lucretius Tricipitinus et de Spurius Larcius Flavius. Titus Herminius Aquilinus participe à cette embuscade, se jetant sur l'arrière de l'armée ennemie. Cette victoire met ainsi fin aux pillages incessants des Étrusques.
Il est élu consul aux côtés de Spurius Larcius Flavius en 506 av. J.-C., année où Porsenna décide de se retirer impressionné par les exploits des Romains, et conclut une paix durable avec la République romaine,.
Il participe à la bataille du lac Régille contre les Latins et les Tarquins en 499 ou 496 av. J.-C., en qualité de lieutenant, sous les ordres du dictateur Aulus Postumius Albus. En pleine bataille, il attaque directement le commandement ennemi, Octavius Mamilius, dirigeant de Tusculum, et le renverse, avant d'être lui-même frappé, et d'expirer au camp.

### Auteurs antiques
- Denys d'Halicarnasse, Antiquités romaines [détail des éditions]
- Tite-Live, Histoire romaine [détail des éditions] [lire en ligne]

### Auteurs modernes
- (de) Georg Wissowa (dir.), Paulys Realencyclopädie der classischen Altertumswissenschaft (lire en ligne)
- (en) T. Robert S. Broughton, The Magistrates of the Roman Republic : Volume I, 509 B.C. - 100 B.C., New York, The American Philological Association, coll. « Philological Monographs, number XV, volume I », 1951, 578 p.
- (en) Henrik Mouritsen, Maggie Robb (dir.), « Digital Prosopography of the Roman Republic », King’s College London